# 巴尔勒 (索姆省)
巴尔勒（法語：Barleux，法語發音：[baʁlø]）是法国上法蘭西大區索姆省的一个市镇，属于佩罗讷区。

## 地理
巴尔勒（49°53'49"N, 2°53'25"E）面积7.46 平方千米，位于法国上法蘭西大區索姆省，该省份为法国北部沿海省份，北起加来海峡省和北部省，西接滨海塞纳省和大西洋英吉利海峡，南至瓦兹省，东临埃纳省。
与巴尔勒接壤的市镇（或旧市镇、城区）包括：比亚什、阿斯维莱、桑泰尔地区贝卢瓦、埃泰尔皮尼、弗洛库尔、佩罗讷、维莱卡博内勒。
巴尔勒的时区为UTC+01:00、UTC+02:00（夏令时）。

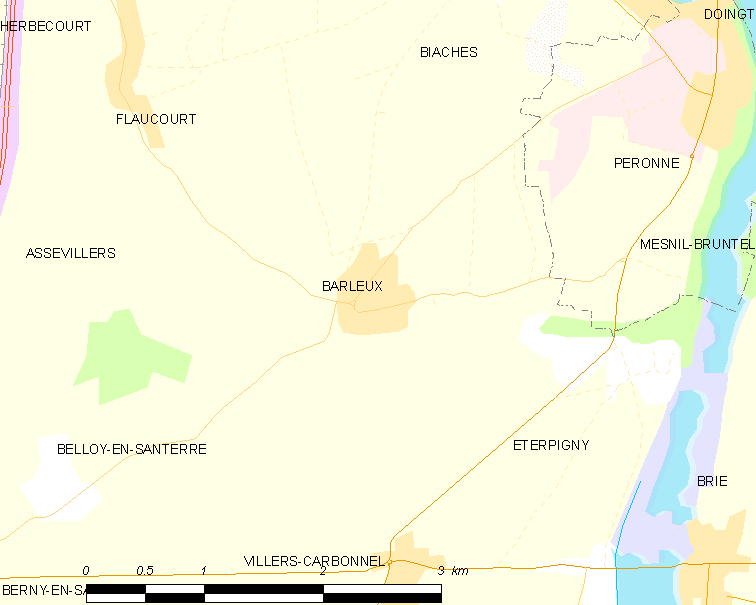
巴尔勒的OSM定位图

## 行政
巴尔勒的邮政编码为80200，INSEE市镇编码为80054。

## 政治
巴尔勒所属的省级选区为佩罗讷县。

## 人口

1962-2008年间巴尔勒人口变化图示

巴尔勒于2022年1月1日时的人口数量为229人。